# Індексоване сімейство
Індексоване сімейство — в математиці, це набір об'єктів, кожен з яких асоційований з індексом — елементом деякої множини.
Тобто існує функція {\displaystyle f} з 
- областю визначення {\displaystyle I} (називається множина індексів)
- та областю значень {\displaystyle X} (називається індексована множина)

{\displaystyle f\colon I\to X}
{\displaystyle f(i)=x_{i},\quad i\in I,\quad x_{i}\in X}
Зазвичай, властивості функції і те, що сімейство є множиною, не розглядається.

## Приклади
- Впорядкована пара об'єктів
- Кортеж об'єктів
- Вектор
- Матриця
- Послідовність
- Узагальнена послідовність

## Операції над індексованими сімействами
Якщо об'єкти є числами, то це можуть бути арифметичні операції, а якщо множинами — теоретико-множинні операції.